# Metaphycus solatus
Metaphycus solatus är en stekelart som beskrevs av Annecke och Mynhardt 1971. Metaphycus solatus ingår i släktet Metaphycus och familjen sköldlussteklar. Inga underarter finns listade i Catalogue of Life.